# República Popular China en los Juegos Olímpicos de Pekín 2008
La República Popular China estuvo representada en los Juegos Olímpicos de Pekín 2008 por un total de 599 deportistas, 310 hombres y 289 mujeres, que compitieron en 34 deportes.
El portador de la bandera en la ceremonia de apertura fue el jugador de baloncesto Yao Ming.

## Medallistas
El equipo olímpico chino obtuvo las siguientes medallas:
| Nombre                                                                                               | Deporte               | Competición                     |
| --- | --------------------- | ------------------------------- |
| Oro                                                                                                  |                       |                                 |
| Lin Dan                                                                                              | Bádminton             | Individual M                    |
| Zhang Ning                                                                                           | Bádminton             | Individual F                    |
| Du Jing Yu Yang                                                                                      | Bádminton             | Dobles F                        |
| Zou Shiming                                                                                          | Boxeo                 | –48 kg M                        |
| Zhang Xiaoping                                                                                       | Boxeo                 | –69 kg M                        |
| Zhong Man                                                                                            | Esgrima               | Sable ind. M                    |
| He Kexin                                                                                             | Gimnasia              | Barras asimétricas F            |
| He Wenna                                                                                             | Gimnasia              | Trampolín ind. F                |
| Yang Yilin Cheng Fei Jiang Yuyuan Deng Linlin He Kexin Li Shanshan                                   | Gimnasia              | Concurso completo por eqs. F    |
| Yang Wei                                                                                             | Gimnasia              | Concurso completo ind. M        |
| Zou Kai                                                                                              | Gimnasia              | Suelo M                         |
| Zou Kai                                                                                              | Gimnasia              | Barra fija M                    |
| Xiao Qin                                                                                             | Gimnasia              | Caballo con arcos M             |
| Chen Yibing                                                                                          | Gimnasia              | Anillas M                       |
| Li Xiaopeng                                                                                          | Gimnasia              | Paralelas M                     |
| Lu Chunlong                                                                                          | Gimnasia              | Trampolín ind. M                |
| Huang Xu Chen Yibing Li Xiaopeng Xiao Qin Yang Wei Zou Kai                                           | Gimnasia              | Concurso completo por eqs. M    |
| Chen Xiexia                                                                                          | Halterofilia          | 48 kg F                         |
| Chen Yanqing                                                                                         | Halterofilia          | 58 kg F                         |
| Liu Chunhong                                                                                         | Halterofilia          | 69 kg F                         |
| Cao Lei                                                                                              | Halterofilia          | 75 kg F                         |
| Long Qingquan                                                                                        | Halterofilia          | 56 kg M                         |
| Zhang Xiangxiang                                                                                     | Halterofilia          | 62 kg M                         |
| Liao Hui                                                                                             | Halterofilia          | 69 kg M                         |
| Lu Yong                                                                                              | Halterofilia          | 85 kg M                         |
| Xian Dongmei                                                                                         | Judo                  | –52 kg F                        |
| Yang Xiuli                                                                                           | Judo                  | –78 kg F                        |
| Tong Wen                                                                                             | Judo                  | +78 kg F                        |
| Wang Jiao                                                                                            | Lucha libre           | 72 kg F                         |
| Liu Zige                                                                                             | Natación              | 200 m mariposa F                |
| Meng Guanliang Yang Wenjun                                                                           | Piragüismo            | C2 500 m M                      |
| Tang Bin Xi Aihua Jin Ziwei Zhang Yangyang                                                           | Remo                  | Cuatro scull (W4X) F            |
| Guo Jingjing                                                                                         | Saltos                | Trampolín 3 m F                 |
| Chen Ruolin                                                                                          | Saltos                | Plataforma 10 m F               |
| Guo Jingjing Wu Minxia                                                                               | Saltos                | Trampolín 3 m sincronizado F    |
| Chen Ruolin Wang Xin                                                                                 | Saltos                | Plataforma 10 m sincronizada F  |
| He Chong                                                                                             | Saltos                | Trampolín 3 m M                 |
| Huo Liang Lin Yue                                                                                    | Saltos                | Plataforma 10 m sincronizada M  |
| Wang Feng Qin Kai                                                                                    | Saltos                | Trampolín 3 m sincronizado M    |
| Wu Jingyu                                                                                            | Taekwondo             | –49 kg F                        |
| Zhang Yining                                                                                         | Tenis de mesa         | Individual F                    |
| Guo Yue Wang Nan Zhang Yining Li Xiaoxia                                                             | Tenis de mesa         | Equipo F                        |
| Ma Lin                                                                                               | Tenis de mesa         | Individual M                    |
| Ma Lin Wang Hao Wang Liqin Chen Qi                                                                   | Tenis de mesa         | Equipo M                        |
| Guo Wenjun                                                                                           | Tiro                  | Pistola de aire 10 m F          |
| Chen Ying                                                                                            | Tiro                  | Pistola 25 m F                  |
| Du Li                                                                                                | Tiro                  | Rifle de aire 10 m F            |
| Pang Wei                                                                                             | Tiro                  | Pistola de aire 10 m M          |
| Qiu Jian                                                                                             | Tiro                  | Rifle en tres posiciones 50 m M |
| Zhang Juanjuan                                                                                       | Tiro con arco         | Individual F                    |
| Yin Jian                                                                                             | Vela                  | RS:X F                          |
| Plata                                                                                                |                       |                                 |
| Zhang Wenxiu                                                                                         | Atletismo             | Martillo F                      |
| Xie Xingfang                                                                                         | Bádminton             | Individual F                    |
| Cai Yun Fu Haifeng                                                                                   | Bádminton             | Dobles M                        |
| Zhang Zhilei                                                                                         | Boxeo                 | +91 kg M                        |
| Bao Yingying Huang Haiyang Ni Hong Tan Xue                                                           | Esgrima               | Sable por eqs. F                |
| Yang Wei                                                                                             | Gimnasia              | Anillas M                       |
| Cai Tongtong Chou Tao Lu Yuanyang Sui Jianshuang Sun Dan Zhang Shuo                                  | Gimnasia rítmica      | Equipos F                       |
| Li Hongli                                                                                            | Halterofilia          | 77 kg M                         |
| Equipo                                                                                               | Hockey                | Torneo F                        |
| Chang Yongxiang                                                                                      | Lucha grecorromana    | 74 kg M                         |
| Xu Li                                                                                                | Lucha libre           | 55 kg F                         |
| Zhang Lin                                                                                            | Natación              | 400 m libre M                   |
| Jiao Liuyang                                                                                         | Natación              | 200 m mariposa F                |
| Yang Yu Zhu Qianwei Tan Miao Pang Jiaying Tang Jingzhi                                               | Natación              | 4 × 200 m libre F               |
| Wu You Gao Yulan                                                                                     | Remo                  | Dos pares (W2-) F               |
| Zhou Lüxin                                                                                           | Saltos                | Plataforma 10 m M               |
| Wang Nan                                                                                             | Tenis de mesa         | Individual F                    |
| Wang Hao                                                                                             | Tenis de mesa         | Individual M                    |
| Zhu Qinan                                                                                            | Tiro                  | Rifle de aire 10 m M            |
| Tan Zongliang                                                                                        | Tiro                  | Pistola 50 m M                  |
| Zhang Juanjuan Chen Ling Guo Dan                                                                     | Tiro con arco         | Equipo F                        |
| Tian Jia Wang Jie                                                                                    | Vóley playa           | Torneo F                        |
| Bronce                                                                                               |                       |                                 |
| Zhou Chunxiu                                                                                         | Atletismo             | Maratón F                       |
| Gong Lijiao                                                                                          | Atletismo             | Peso F                          |
| Song Aimin                                                                                           | Atletismo             | Disco F                         |
| Zhang Yawen Wei Yili                                                                                 | Bádminton             | Dobles F                        |
| Chen Jin                                                                                             | Bádminton             | Individual M                    |
| He Hanbin Yu Yang                                                                                    | Bádminton             | Dobles mixto                    |
| Hanati Silamu                                                                                        | Boxeo                 | –69 kg M                        |
| Guo Shuang                                                                                           | Ciclismo en pista     | Velocidad ind. F                |
| Yang Yilin                                                                                           | Gimnasia              | Concurso completo ind. F        |
| Yang Yilin                                                                                           | Gimnasia              | Barras asimétricas F            |
| Cheng Fei                                                                                            | Gimnasia              | Salto de potro F                |
| Cheng Fei                                                                                            | Gimnasia              | Barra de equilibrio F           |
| Dong Dong                                                                                            | Gimnasia              | Trampolín ind. M                |
| Xu Yan                                                                                               | Judo                  | –57 kg F                        |
| Sheng Jiang                                                                                          | Lucha grecorromana    | 60 kg M                         |
| Pang Jiaying                                                                                         | Natación              | 200 m libre F                   |
| Zhao Jing Sun Ye Zhou Yafei Pang Jiaying Xu Tianlongzi                                               | Natación              | 4 × 100 m estilos F             |
| Gu Beibei Huang Xuechen Jiang Tingting Jiang Wenwen Liu Ou Luo Xi Sun Qiuting Wang Na Zhang Xiaohuan | Natación sincronizada | Equipo F                        |
| Wu Minxia                                                                                            | Saltos                | Trampolín 3 m F                 |
| Wang Xin                                                                                             | Saltos                | Plataforma 10 m F               |
| Qin Kai                                                                                              | Saltos                | Trampolín 3 m M                 |
| Zhu Guo                                                                                              | Taekwondo             | –80 kg M                        |
| Yan Zi Zheng Jie                                                                                     | Tenis                 | Dobles F                        |
| Guo Yue                                                                                              | Tenis de mesa         | Individual F                    |
| Wang Liqin                                                                                           | Tenis de mesa         | Individual M                    |
| Hu Binyuan                                                                                           | Tiro                  | Doble foso M                    |
| Xue Haifeng Jiang Lin Li Wenquan                                                                     | Tiro con arco         | Equipo M                        |
| Xu Lijia                                                                                             | Vela                  | Laser F                         |
| Equipo                                                                                               | Voleibol              | Torneo F                        |
| Xue Chen Zhang Xi                                                                                    | Vóley playa           | Torneo F                        |